# Рішньовце
Рішньовце (словац. Rišňovce) — село, громада округу Нітра, Нітранський край. Кадастрова площа громади — 18,79 км².
Населення 2062 особи  (станом на 31 грудня 2018 року).

## Історія
Рішньовце згадується 1272 року.

## Населення
| Рік:            | 1994. | 2004.   | 2014.   | 2024.   |
| --------------- | ----- | ------- | ------- | ------- |
| Кількість осіб: | 1909  | 1988    | 2054    | 2132    |
| Різниця:        |       | +4,13 % | +3,31 % | +3,79 % |

| Рік:            | 2023. | 2024.   |
| --------------- | ----- | ------- |
| Кількість осіб: | 2121  | 2132    |
| Різниця:        |       | +0,51 % |